# Kang Ryong-woon
Kang Ryong-woon (25 de abril de 1942) - é um ex-jogador de futebol norte-coreano, que atuava como atacante.

## Carreora
Kang Ryong-woon fez parte do histórico elenco da Seleção Norte-Coreana de Futebol, na Copa do Mundo de 1966.